# Panos Mandżjan
Panos Mandżjan, orm. Փանոս Մանջյանը (ur. 1952) – libański polityk ormiańskiego pochodzenia, emerytowany generał brygady.
Urodził się w 1952 w rodzinie, która wyemigrował w roku 1939 z tureckiego Musa Dagh. W 1975 ukończył Libańską Akademię Wojskową. W roku 1979 Mandżjan został awansowany do stopnia podporucznika i wysłał do Fort Knox w USA, gdzie specjalizował się w zakresie użycia broni pancernej, dzięki czemu awansował później odpowiednio na kapitana, majora, a następnie podpułkownika. Po powrocie w 1996 roku ze szkolenia w amerykańskim Fort Leavenworth został awansowany do stopnia pułkownika i mianowany szefem sztabu brygady piechoty zmotoryzowanej, a dwa lata później asystentem dowódcy brygady zmechanizowanej. W 2001 otrzymał nominację na dowódcę 10 Brygady Pancernej i stopień brygadiera-generała. W 2010 przeszedł w stan spoczynku. W dniu 13 czerwca 2011 roku został sekretarzem stanu w gabinecie Nadżiba Mikatiego z ramienia Armeńskiej Federacji Rewolucyjnej.